# Hakoah Cernăuți
Hakoah Cernăuți (în ebraică מועדון הכדורגל הכח טשערנאװיץ, transliterat Moadon HaKaduregel Hakoah Tsernowiț) a fost un club evreiesc de fotbal din Cernăuți (pe atunci în România, azi în Ucraina). Numele de Hakoah vine din limba ebraică care înseamnă "Puterea". Clubul a devenit campion al Bucovinei în 1926, participând în acel sezon în Divizia A (prima ligă de fotbal a României). A fost desființat înaintea celui de-al doilea război mondial.

## Istoric
Între anii 1910 și 1914 a existat un club cu numele de Hakoah Cernăuți, acesta primind în 1914 denumirea de Maccabi Cernăuți. După primul război mondial, a fost reînființat în jurul anului 1920 sub denumirea de „1. Jüdischer Sport- und Turn-Verein Hakoah Czernowitz” (în română Prima asociație sportivă și de gimnastică evreiască Hakoah Cernăuți), pentru a grupa sub culorile sale pe jucătorii evrei amatori de fotbal din capitala Bucovinei. Clubul a participat la Campionatul Regional al Bucovinei. În 1924 clubul a promovat în liga I a Campionatului Bucovinei.
La data de 11 martie 1925 clubul a fost redenumit Hakoah Cernăuți deoarece, în conformitate cu noul regulament al comitetului regional, denumirile cluburilor sportive trebuiau să fie scrise în limba română și nu puteau conține nume de naționalități. După ce s-a clasat pe locul 3 în 1925, în sezonul 1925/1926 echipa a devenit campioană regională și astfel a luat parte la turneul final al Campionatului României, unde a fost învinsă în sferturile de finală. 
La 25 februarie 1932 Hakoah Cernăuți a fuzionat cu Maccabi Cernăuți și a jucat ulterior sub această ultimă denumire. În 1940, odată cu invazia trupelor sovietice în Bucovina, clubul de fotbal a fost desființat.

## Stadion
Până în anul 1928 Hakoah Cernăuți nu a avut un stadion propriu. Din primăvara anului 1928 clubul a avut un teren propriu (Hakoah), dar acesta nu a fost omologat pentru jocurile de liga I din campionat. Echipa a jucat meciurile de campionat de acasă pe stadionul Polskie Boisko și pe terenurile cluburilor Jahn, Maccabi și Dragoș-Vodă.

## Rezultate obținute
Echipa a jucat în Campionatul Regional al Bucovinei, locul 1 obținut în această competiție conferindu-i dreptul de a participa la turneul final al Campionatului României. 
| Sezon   | Clasare |
| ------- | --- |
|         | |
| 1921    | Locul 9 în Campionatul Bucovinei                                                                                          |
| 1922    | Locul 6 în Campionatul Bucovinei și calificare în nou-înființata ligă a II-a a Campionatului Bucovinei                    |
| 1922/23 | Poziție necunoscută în liga a II-a a Campionatului Bucovinei                                                              |
| 1923/24 | Locul 1 în liga a II-a a Campionatului Bucovinei și promovarea în liga I                                                  |
| 1924/25 | Locul 3 în liga I a Campionatului Bucovinei                                                                               |
| 1925/26 | Locul 1 în liga I a Campionatului Bucovinei și participare la turneul final al Campionatului României (sezonul 1925-1926) |
| 1926/27 | Locul 5 în liga I a Campionatului Bucovinei                                                                               |
| 1927/28 | Locul 5 în liga I a Campionatului Bucovinei                                                                               |
| 1928/29 | Locul 2 în liga I a Campionatului Bucovinei                                                                               |
| 1929/30 | Locul 4 în liga I a Campionatului Bucovinei                                                                               |
| 1930/31 | Locul 3 în liga I a Campionatului Bucovinei                                                                               |
| 1931/32 | participare la preliminariile pentru Campionatul Bucovinei (locul 5 la data fuzionării cu Maccabi Cernăuți)               |

### Participări în Divizia A
- În sezonul 1925-1926, s-a calificat la turneul final în calitate de campioană a Bucovinei. A fost învinsă, la 12 iulie 1926, în sferturile de finală ale competiției de către echipa Fulgerul Chișinău, cu scorul de 1-0.

### Performanțe
- Campioană a Bucovinei: 1926
- o participare la turneul final al Campionatului României: 1925-1926